# それでも家を買いました
『それでも家を買いました』（それでもいえをかいました）は、1991年に発売された矢崎葉子のノンフィクション作品。またそれを原作とし1991年4月19日から同年6月28日まで、TBS系列で放送されたテレビドラマである。

## 概要
ノンフィクションではあるが、バブル時代のとある夫婦が持ち家を獲得するまでを描いたロールプレイイング・ノンフィクション作品。

## テレビドラマ

### 概要 (テレビドラマ)
結婚したばかりのある夫婦がマイホームを購入するまでの約3年間のさまざまな出来事について、のちに「バブル景気」と呼ばれた時期の世相を絡めて描くテレビドラマとして放送された。放送時間は毎週金曜22:00 - 22:54 (JST) 。全11回。のちにBS-TBSでも放送された。

### あらすじ
職場結婚した山村雄介・浩子の夫婦は、結婚後すぐに転勤となり、神戸から神奈川県内の社宅に移り住んだ。社宅には浩子の新人時代の同僚であった角田久が妻と暮らしていた。また、社宅の自治会長の桜田の妻・喜代子の人当たりはいささか厳しいが、いくつかの隣人家族との付き合いもでき、それほど大きな軋轢もなく社宅の雰囲気になじむことができた。
しかし、自分の不注意が原因で噂が大げさに社宅中に拡がることや、場合によっては住人のプライバシーを蔑ろにした社宅の規則などに嫌気がさし、マイホームさがしを始めるが、折からの地価高騰により、物件の立地は当初希望していた東京や神奈川県東部から遠ざかった。

### キャスト
- 山村雄介 - 三上博史
- 山村浩子 - 田中美佐子
- 長田智美 - 高橋ひとみ
- 長田正彦 - 田中義剛
- 斉藤大二郎 - 小西博之
- 斉藤緑 - 天久美智子（のちのあめくみちこ）
- 角田久 - 宅麻伸
- 角田さつき - 花山佳子
- 桜田喜代子 - 朝加真由美
- 佐藤不二雄 - 水島新太郎
- 井上洋子 - 高島礼子
- 菅原一樹 - 山口健次
- 沢口香苗 - 国生さゆり
- 千田多佳子 - 井上夏葉
- 加藤真弓 - 藤生有紀子
- 大久保玲子 - 下司みほ
- 杉本晃 - 田中健三（のちの建蔵）
- 新田課長 - 望月太郎
- 社宅担当者 - 浦野眞彦
- タクシー運転者 - 中村有史
- ガードマン - 香川大輔
- 八百屋 - 守安涼
- 工場の社長 - 柳沢紀男
- 工事人 - 堤勝巳
- ウェイトレス - 真山いづみ
- 不動産屋 - 出光元
- 主婦 - 北村魚

セントラル子供タレント／東京児童劇団／劇団日本児童／エンゼルプロ

### 主題歌
- 「あの頃のように」(ビクター) 歌 - 障子久美　作詞・作曲 - 障子久美　編曲 - 岩本正樹

### スタッフ
- 企画 - 飯島敏宏
- 原作 - 矢崎葉子
- 脚本 - 岩佐憲一
- 音楽 - かしぶち哲郎、マーマレード
- プロデューサー - 大谷弘、浜井誠(TBS)
- 演出 - 飯島敏宏、根本実樹、鈴木利正
- 制作 - TBS、木下プロダクション
- 技術 - 高田裕
- カメラ - 山口泰博
- 照明 - 米山仁
- 音声 - 河合由行
- 音響効果 - 下城義行
- カラー調整 - 厚海修一
- 編集 - 新井孝夫
- 美術 - 後藤洋
- 美術制作 - 丸山俊史
- 衣装 - 十河誠、武居守一
- メイク - 猪熊あゆみ、アートメイクトキ
- 小道具 - 大村充
- 持道具 - 中沢境弥
- 大道具 - 東宝舞台、前山建具、朝日植木装飾
- 演出補 - 岡田寧
- プロデューサー補 - 西口典子
- 制作担当 - 千葉耕蔵
- 記録 - 岡田祐子
- 資料協力 - 週刊住宅情報
- ロケーション協力 - 相模鉄道、かながわサイエンスパーク、CINECITTA、KDD
- 協力 - 東通、緑山スタジオシティ

### 放送日程
| 話数   | 放送日        | サブタイトル              | 演出     |
| ------ | ------------- | ------------------------- | -------- |
| 第1回  | 1991年4月19日 | 社宅に入りますか?         | 飯島敏宏 |
| 第2回  | 1991年4月26日 | いま買わなくちゃ          | 飯島敏宏 |
| 第3回  | 1991年5月03日 | 噂は走る!                 | 根本実樹 |
| 第4回  | 1991年5月10日 | 中古マンションいかがです? | 鈴木利正 |
| 第5回  | 1991年5月17日 | 売約済                    | 根本実樹 |
| 第6回  | 1991年5月24日 | あの頃のように            | 飯島敏宏 |
| 第7回  | 1991年5月31日 | チャンスは二度ない        | 鈴木利正 |
| 第8回  | 1991年6月07日 | 嘘ならいいのに…           | 根本実樹 |
| 第9回  | 1991年6月14日 | 1センチ手前               | 根本実樹 |
| 第10回 | 1991年6月21日 | ラストチャンス            | 鈴木利正 |
| 最終回 | 1991年6月28日 | ホームスイートホーム      | 飯島敏宏 |

### その他
- 主人公夫婦が住む社宅でのシーンの一部は横浜市鶴見区内の企業の社宅でロケが行われた。
- 第6回では、主人公夫婦が友人家族とともに熱海へ旅行するエピソードが描かれ、熱海市内のホテルニューアカオ周辺でロケが行われた。
- 最終回で主人公夫婦が購入した住宅は、神奈川県津久井郡城山町（現・相模原市緑区）内の分譲住宅である。